# Conjecture de von Foerster
En théorie des systèmes, la conjecture de von Foerster énonce que plus les éléments d'un système sont solidement connectés, moins ils auront d'influence sur le système dans son ensemble.  
Il s'agit initialement d'une conjecture proposée en 1976 par le cybernéticien Heinz von Foerster ; la conjecture est transformée en théorème mathématique en 1987 dans le cadre de la théorie de l'information et confirmée empiriquement à l'ère d'Internet et des réseaux sociaux.

## La conjecture
C'est à l'occasion du séminaire du CIDOC à Cuernavaca en 1976 que von Foerster propose son intuition  à Ivan Illich et Jean-Pierre Dupuy.

« Les individus sont liés les uns aux autres, d'une part, ils sont liés à la totalité, d'autre part. Les liens entre individus peuvent être plus ou moins « rigides » - le terme technique que j'emploie est « triviaux ». Plus ils sont triviaux, moins, par définition, la connaissance du comportement de l'un d'eux apporte d'information à l'observateur qui connaît déjà le comportement des autres. Je conjecture la relation suivante : plus les relations inter-individuelles sont triviales, plus le comportement de la totalité apparaîtra aux éléments individuels qui la composent comme dotée d'une dynamique propre qui échappe à leur maîtrise. »

— Heinz von Foerster
Interprétée dans le champ des sociétés humaines, la conjecture est transformée en théorème mathématique par Jean-Pierre Dupuy, Henri Atlan, Moshe Koppel et porte le nom de théorème de von Foerster-Dupuy.

## Interprétations
Appliqué dans le cadre des sociétés humaines, le théorème de Foerster-Dupuy affirme les deux points suivants :
1. Pour un individu au sein d'une société, plus l’influence sociale entre individus est forte, plus les dynamiques et les directions que prendra cette société seront a priori imprévisibles à ses yeux
2. Pour une entité capable d'observer les actions de chaque individu, plus l’influence sociale entre individus est forte, plus cette entité est en mesure de prévoir et anticiper le comportement global de ces individus

Le chercheur en systèmes complexes David Chavalarias donne l'exemple d'une foule compacte dans laquelle le mouvement de chaque individu influe directement ceux de ses voisins, mais la direction que prendrait la foule en cas de panique est imprévisible. Autrement dit, lorsque l'on augmente la quantité d’information sociale, les dynamiques collectives deviennent à la fois plus massives, plus accentuées et plus imprévisibles.
Les individus peuvent également éprouver un sentiment de dépossession tant le comportement collectif semble échapper à leur contrôle. Le cas de l'urgence climatique permet d'illustrer ce sentiment de frustration : la plupart des individus sont conscients de l’urgence climatique, cependant la société peine à s’emparer réellement du problème. 
Dans le cas où il existe une entité extérieure capable de surveiller les actions individuelles, celle-ci pourrait en revanche prévoir et anticiper les mouvements de groupe. Ainsi, les réseaux sociaux et les acteurs de la Big Tech, disposant d'un point de vue extérieur, s'efforcent d'augmenter l'influence sociale de leurs plateformes afin de mieux prévoir les comportements collectifs.